# Shopping Metrô Tucuruvi

O Shopping Metrô Tucuruvi é um centro de compras da cidade de São Paulo, capital do estado brasileiro homônimo. Está situado entre os bairros Parada Inglesa e Vila Gustavo, no distrito do Tucuruvi, perto da estação Tucuruvi do Metrô. É o quinto shopping da cidade feito em parceria da iniciativa privada com o Metrô.
O empreendimento visa clientes da zona norte que utilizam o terminal de ônibus urbano e intermunicipal e a estação de metrô como transporte diário, por onde circulam cerca de mais de um milhão de pessoas ao mês. Possui corredor único para facilitar o acesso, circulação e a visibilidade de todas as lojas.

## História
O processo de licitação para a realização da obra foi concluído e anunciado pela Gerência de Negócios do Metrô em 2007. Até o segundo semestre de 2008, a expedição do alvará de aprovação da prefeitura encontrava-se em análise. Na época, a previsão de inauguração era para o segundo semestre de 2009. Além da construção do shopping, a JHSF ficou responsável pela construção de um terminal urbano para atender as 23 linhas de ônibus da região e por reformas no sistema viário dos arredores para diminuir os impactos no trânsito.
Com diversos atrasos nos prazos estabelecidos pela própria construtora, as obras só começaram de fato em maio de 2010, com previsão de inauguração para o primeiro semestre de 2012. Na época, a obra estava orçada em R$200 milhões e a expectativa para o empreendimento era receber 70 mil pessoas e três mil veículos por dia. Nessa altura, a recepção positiva em torno do shopping era tanta que a JHSF decidiu antecipar antes mesmo do término das obras uma expansão que até então estava prevista para um futuro indefinido.
O shopping foi inaugurado em 18 de abril de 2013. A inauguração ocorreu em duas fases e num primeiro momento o piso térreo e as seis salas de cinema não foram abertas ao público, pois antes disso a empresa precisaria terminar as obras viárias na região. A segunda fase de inauguração ocorreu em agosto de 2013, antes do término das obras exigidas.
O shopping foi vendido ao grupo HSI em novembro de 2016.